# Mafu Kibonge
Joseph Mafu Kibonge (* 12. Februar 1945) ist ein ehemaliger Fußballnationalspieler für Zaire, er wurde zumeist als Mittelfeldspieler eingesetzt.

## Karriere
Sein Heimatverein war zuerst der CS Imana Kinshasa und ab 1972 der AS Vita Club aus Kinshasa. Dort spielte er bereits 1963 und gehörte dann ab 1965 der ersten Mannschaft an. Hier nahm auch seine Nationalmannschaftskarriere für die Auswahl von Zaire Fahrt auf. Für diese spielte er bei vielen Turnieren, fehlte jedoch aufgrund einer Suspendierung bei der Afrikameisterschaft 1972. Sein letztes bekanntes Turnier war die Weltmeisterschaft 1974 in Deutschland, bei welcher er zwei Mal zum Einsatz kam. Insgesamt lief er 24 Mal für sein Land auf.